# Nissan NV200
Le NV200 est une fourgonnette produite par le constructeur automobile japonais Nissan. Son concept-car est présenté au salon de l'automobile de Tokyo 2007. Le modèle de production est lancé au Japon le 21 mai 2009 et en Europe à l'automne 2009.
En Europe, la production de la version thermique NV200 prend fin en juillet 2018. Elle est remplacée en 2019 par le Nissan NV250. La version électrique e-NV200 continue toutefois d'y être produite jusqu'en décembre 2021.

## Présentation
Le NV200 est disponible en version utilitaire tôlée à deux places ou en version particulière à cinq places appelée « Evalia » (ou « NV200 Evalia ») en Europe et « NV200 Vanette » au Japon.
Élu Van de l'année en 2010, le NV200 a été l'un des trois finalistes pour devenir le nouveau taxi de New York (avec la Karsan V-1 et du Ford Transit Connect). Badgé « Taxi of Tomorrow » (taxi de demain), le Nissan a été annoncé comme gagnant en mai 2011 et la vente des taxis jaunes a débuté en 2013,. Bien que la commande initiale ait porté sur plus de 12 000 véhicules pour un budget estimé d'1 milliard de dollars, il n'y avait que 1 671 taxis NV200 en circulation à New York en juin 2018. En 2015, c'est le Japon qui adopte le Nissan NV200 comme taxi.
Les versions diffusées en Europe sont produites en Espagne, à Barcelone. Le diesel d'origine Renault n'est disponible ni au Japon, ni aux États-Unis.

## Autres versions

### Versions électriques e-NV200
Depuis 2014, une version 100 % électrique, baptisée « e-NV200 », est disponible en France. Elle est proposée aussi bien en fourgon qu'en version Evalia (« e-NV200 Evalia », parfois « e-Evalia »), pouvant transporter de cinq à sept personnes. Depuis novembre 2016, la garantie constructeur a été étendue de deux à cinq ans (ou 100 000 km).
En mai 2018, Nissan commence à livrer le nouvel e-NV200 40 kWh, assemblé à Barcelone, pour lequel il aurait plus de 4 600 commandes en attente. Sa batterie a une capacité de 40 kWh, offrant jusqu’à 280 km d’autonomie en cycle NEDC ; la version transport de passagers est dénommée « e-NV200 Evalia ».
En 2019, cette version du NV200 devient le premier taxi londonien électrique. La ville de Barcelone, municipalité dans laquelle l'e-NV200 est fabriqué, avait adopté le premier modèle électrique dès 2014.

### Chevrolet City Express
Le NV200 est vendu chez Chevrolet fin 2014 en Amérique du Nord sous le nom de « City Express » en remplacement de l'Express.

## Galerie

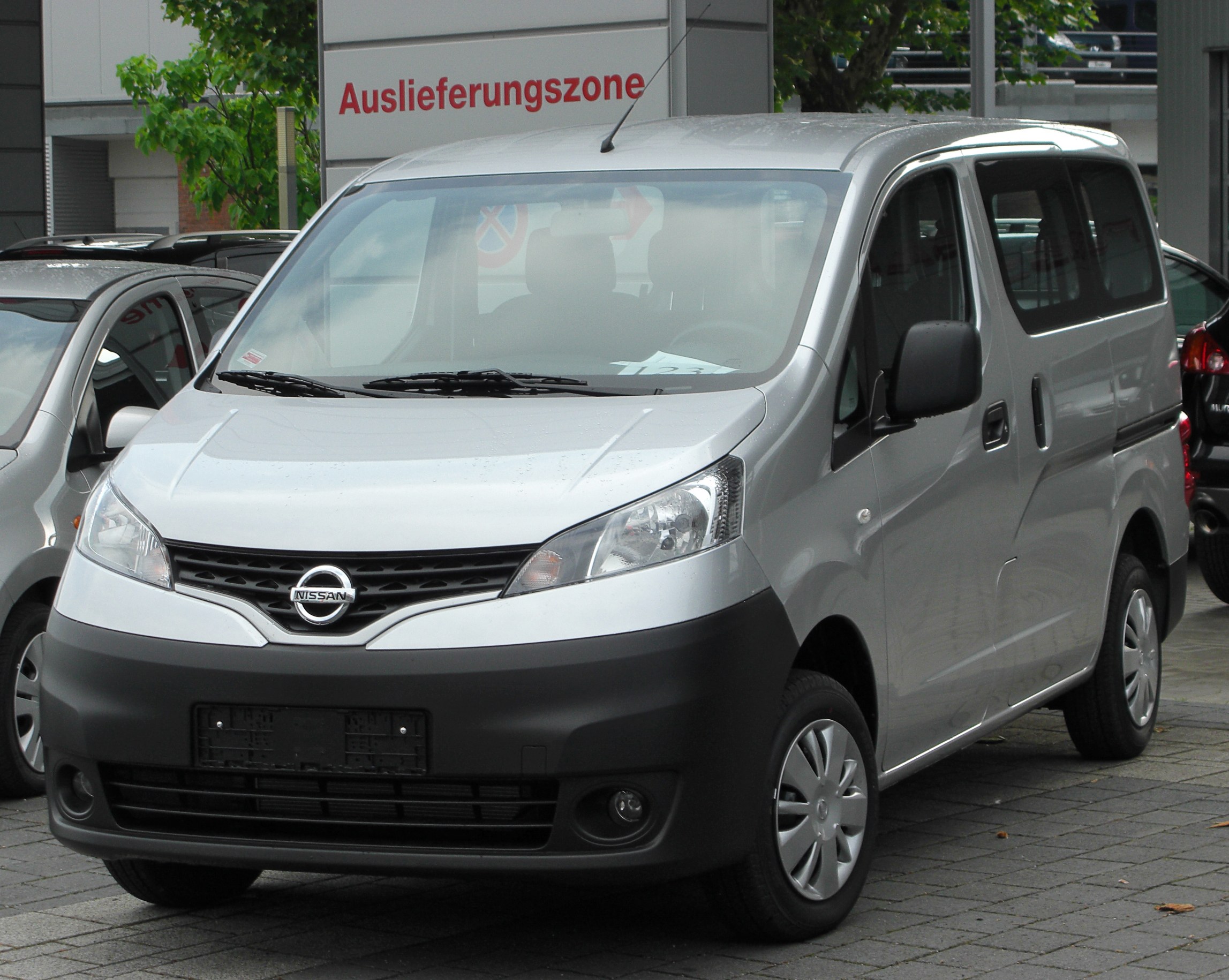
Minibus Nissan NV200.
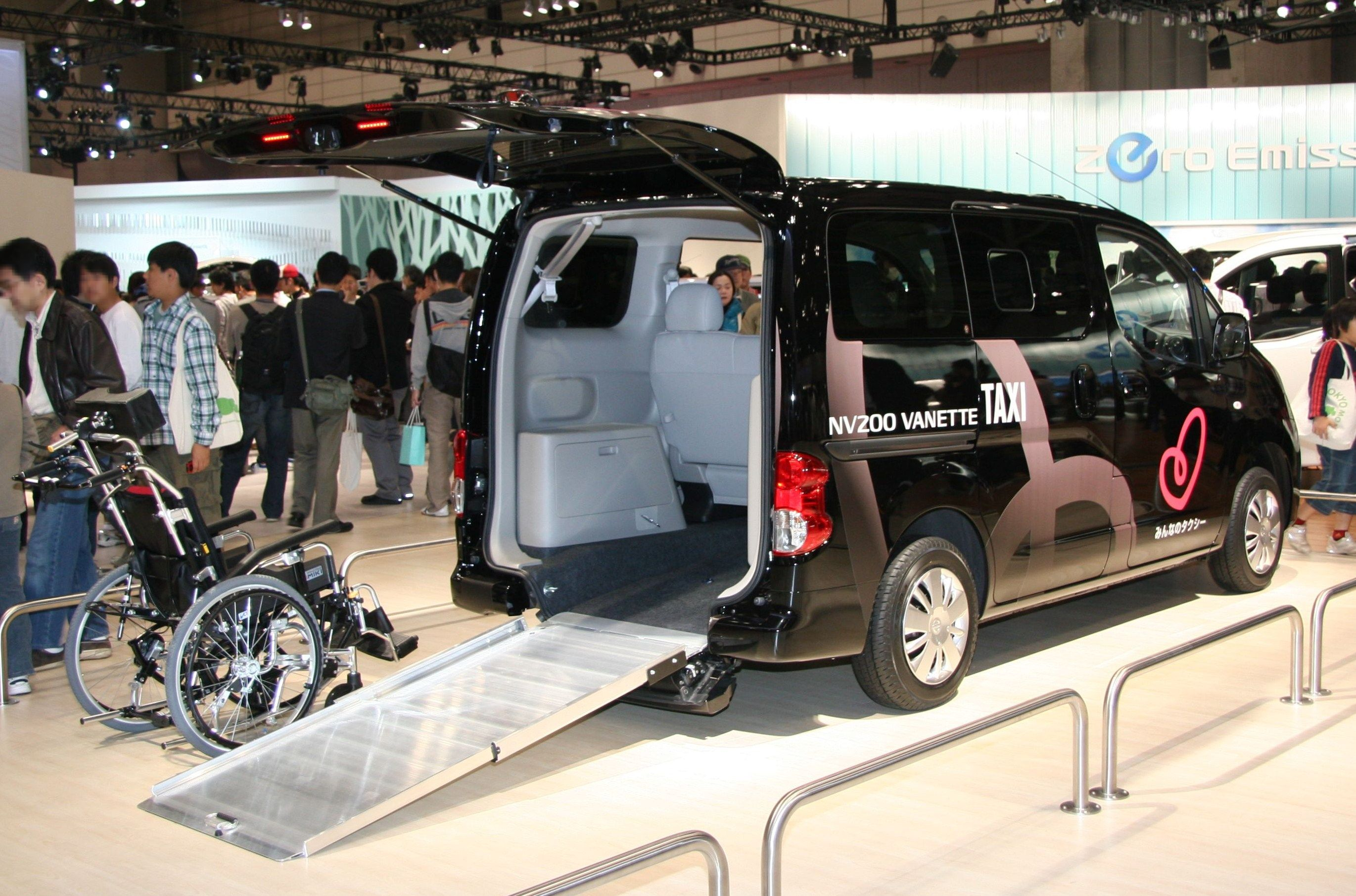
Rampe d'accès pour fauteuil roulant du NV200 Vanette taxi.
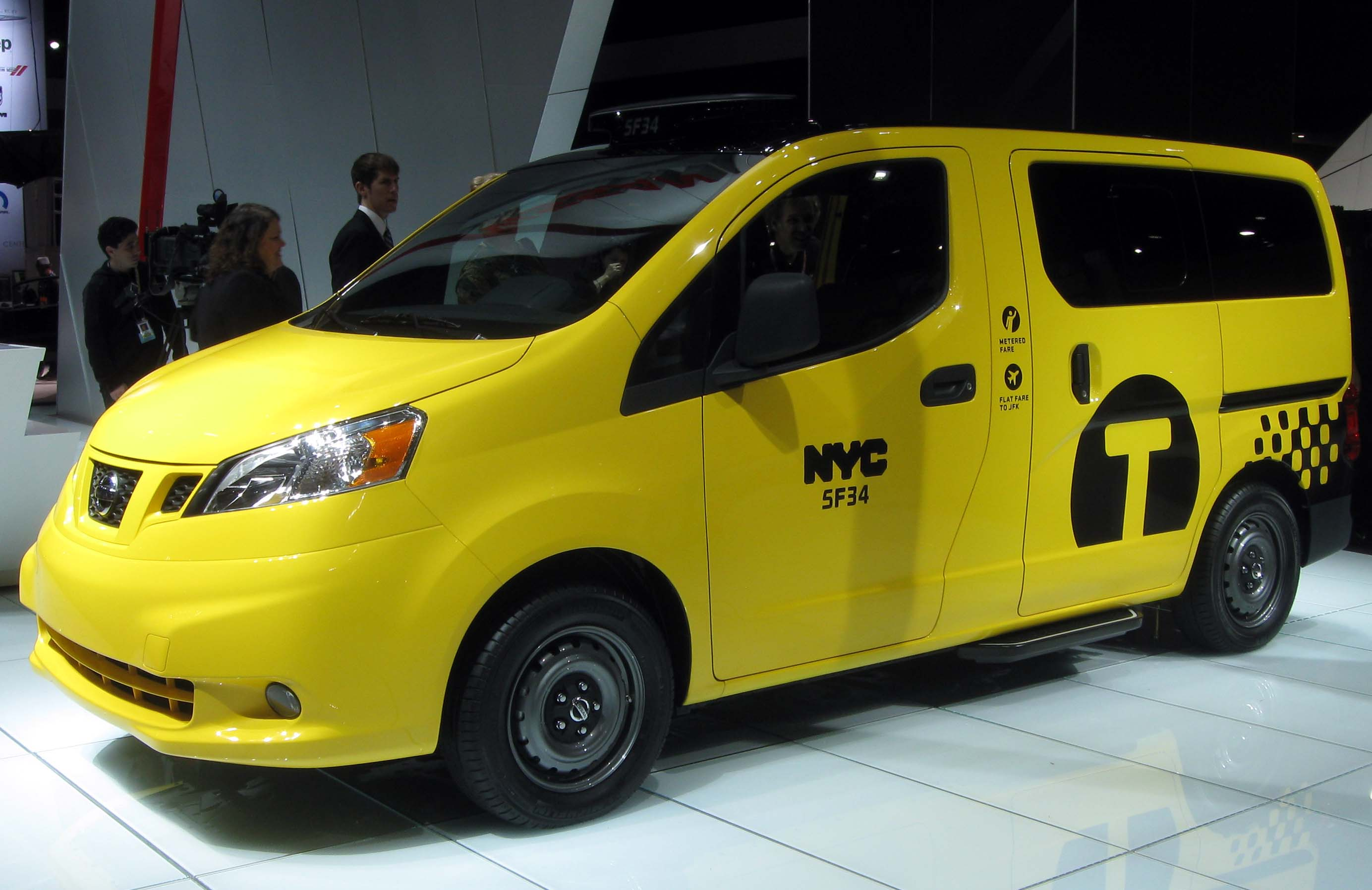
Version taxi de New York du NV200.
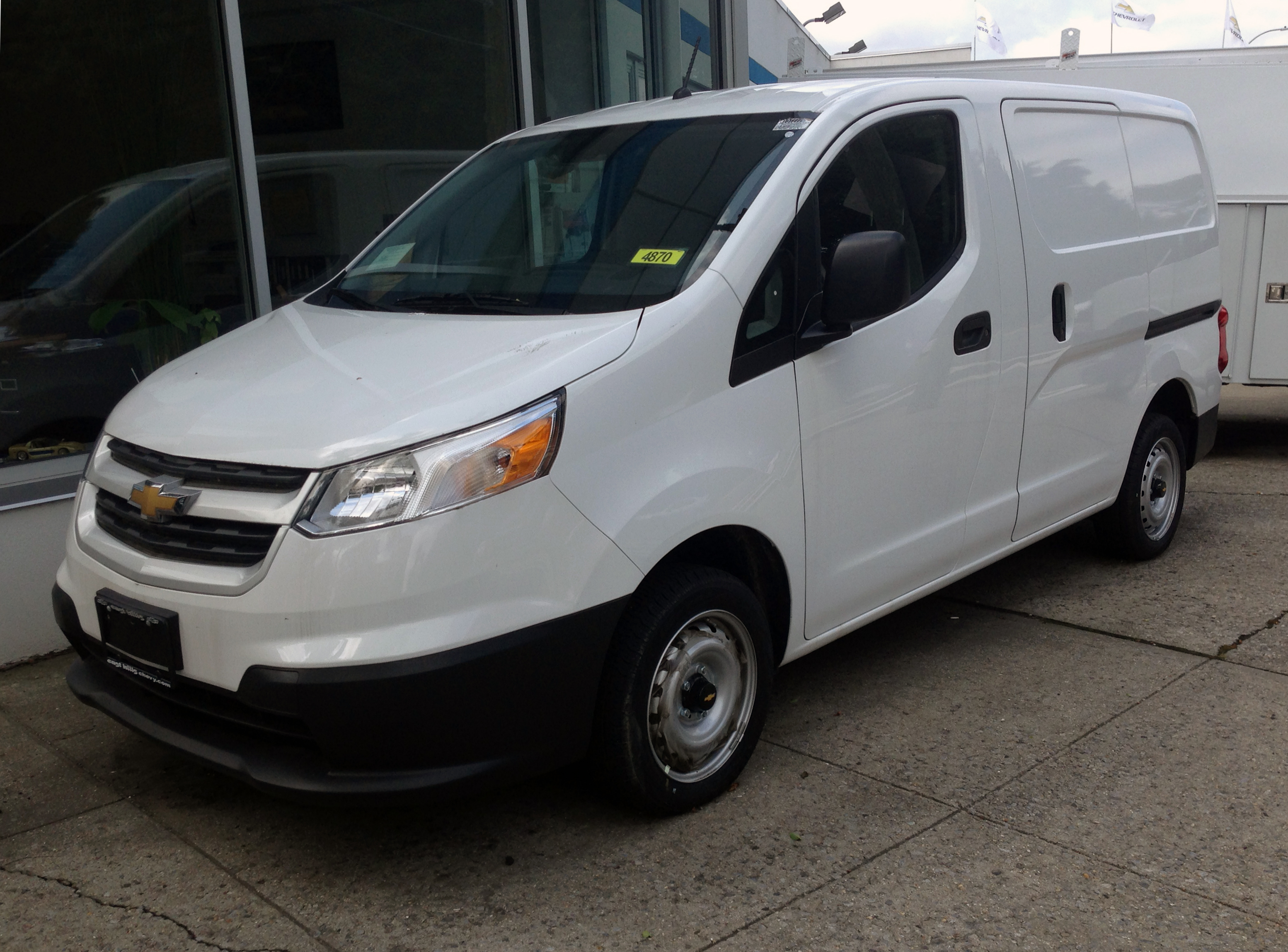
Un Chevrolet City Express (2015).
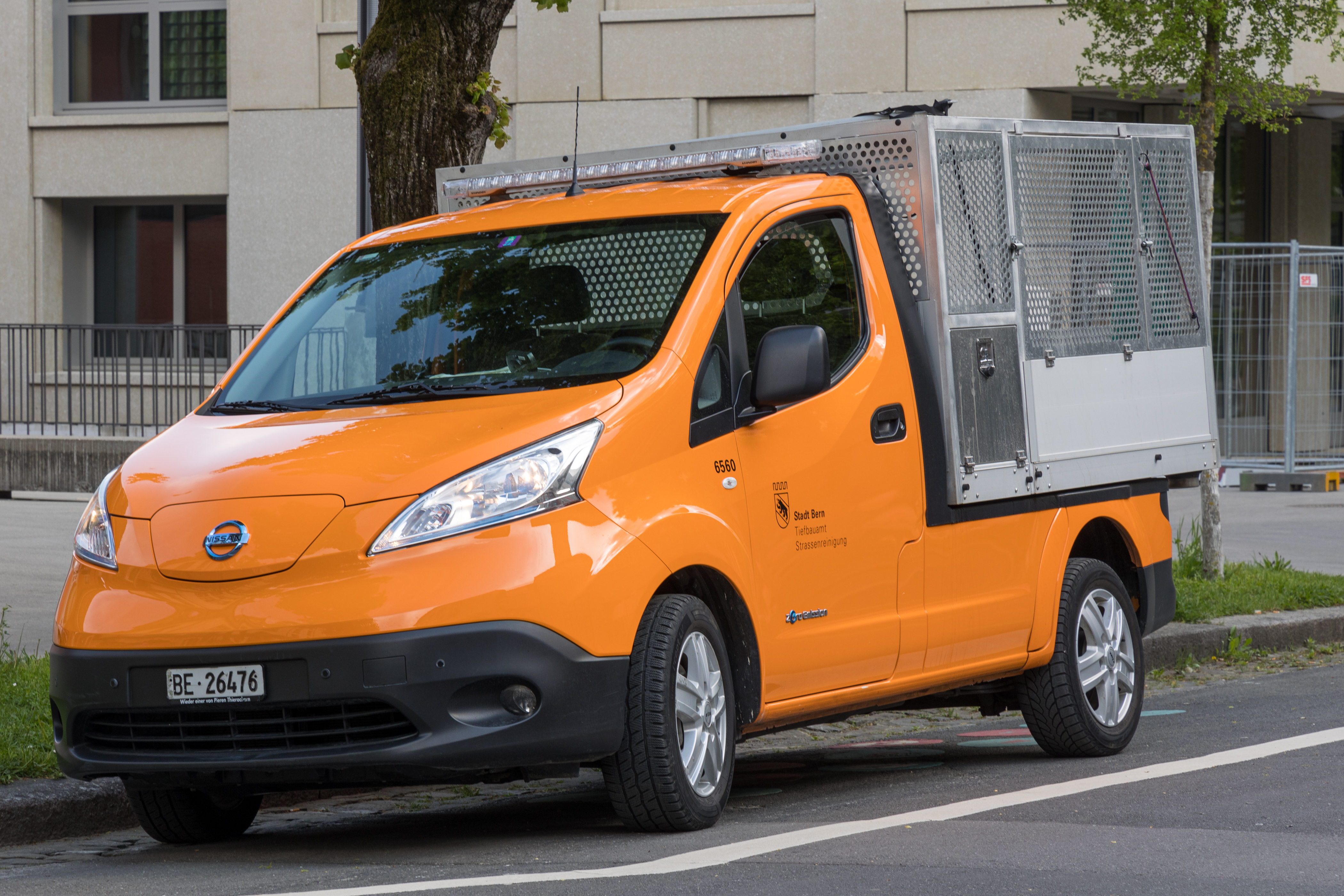
Nissan e-NV200 pick-up à Berne